# Шарчинська сільська рада (Тюменцевський район)
Ша́рчинська сільська рада (рос. Шарчинский сельский совет) — сільське поселення у складі Тюменцевського району Алтайського краю Росії.
Адміністративний центр — село Шарчино.

## Населення
Населення — 1538 осіб (2019; 1812 в 2010, 2044 у 2002).

## Склад
До складу сільської ради входять:
| Населений пункт   | Населення, осіб (2002) | Населення, осіб (2010) |
| ----------------- | ---------------------- | ---------------------- |
| Трубачово, селище | 222                    | 172                    |
| Шарчино, село     | 1822                   | 1640                   |